# 蒙苏马诺泰尔梅
蒙苏马诺泰尔梅（義大利語：Monsummano Terme），是意大利托斯卡纳大区皮斯托亚省的一个市镇。总面积32.77平方公里，人口21140人，人口密度645.1人/平方公里（2009年）。ISTAT代码为047009。